# Afrikaspiele 2019
| Medaillenspiegel (Endstand)    | Medaillenspiegel (Endstand) | Medaillenspiegel (Endstand) | Medaillenspiegel (Endstand) | Medaillenspiegel (Endstand) | Medaillenspiegel (Endstand) |
| Platz                          | Land                        | Gold                        | Silber                      | Bronze                      | Gesamt                      |
| ------------------------------ | --------------------------- | --------------------------- | --------------------------- | --------------------------- | --------------------------- |
| 01                             | Ägypten                     | 102                         | 98                          | 73                          | 273                         |
| 02                             | Nigeria                     | 46                          | 33                          | 48                          | 127                         |
| 03                             | Südafrika                   | 36                          | 26                          | 25                          | 87                          |
| 04                             | Algerien                    | 33                          | 32                          | 60                          | 125                         |
| 05                             | Marokko                     | 31                          | 32                          | 46                          | 109                         |
| 06                             | Tunesien                    | 26                          | 36                          | 35                          | 97                          |
| 07                             | Kenia                       | 11                          | 10                          | 10                          | 31                          |
| 08                             | Mauritius                   | 6                           | 6                           | 12                          | 24                          |
| 09                             | Äthiopien                   | 6                           | 5                           | 12                          | 23                          |
| 10                             | Madagaskar                  | 6                           | 4                           | 2                           | 12                          |
| Vollständiger Medaillenspiegel |                             |                             |                             |                             |                             |

Die XII. Afrikaspiele 2019 (französisch XIIèmes Jeux africains 2019, englisch 12th African Games 2019) waren eine Sportveranstaltung und fanden vom 19. bis 31. August 2019 in Rabat statt. Während Rabat namensgebender Hauptaustragungsort war, wurden auch Wettbewerbe in Casablanca, Salé, El Jadida und Benslimane ausgetragen.
Im Juni 2016 wurden die Spiele an Malabo, Hauptstadt Äquatorialguineas, vergeben. Aufgrund wirtschaftlicher Probleme entschied das Land, die Austragung abzugeben. Ende 2017 wurde Lusaka (Sambia) als neuer Gastgeber ins Gespräch gebracht, ehe letztlich im Juli 2018 Marokko den Zuschlag erhielt.
Erstmals seit 1999 nahmen keine Behindertensportler an den Spielen teil. Sie sollten bereits ab 2020 mit den Para-Afrikaspielen einen eigenen Wettbewerb erhalten, der schlussendlich 2023 erstmals stattfand.

## Austragungsorte
Austragungsorte waren:
- Rabat
- Salé
- Casablanca
- Benslimane
- El Jadida

### Rabat

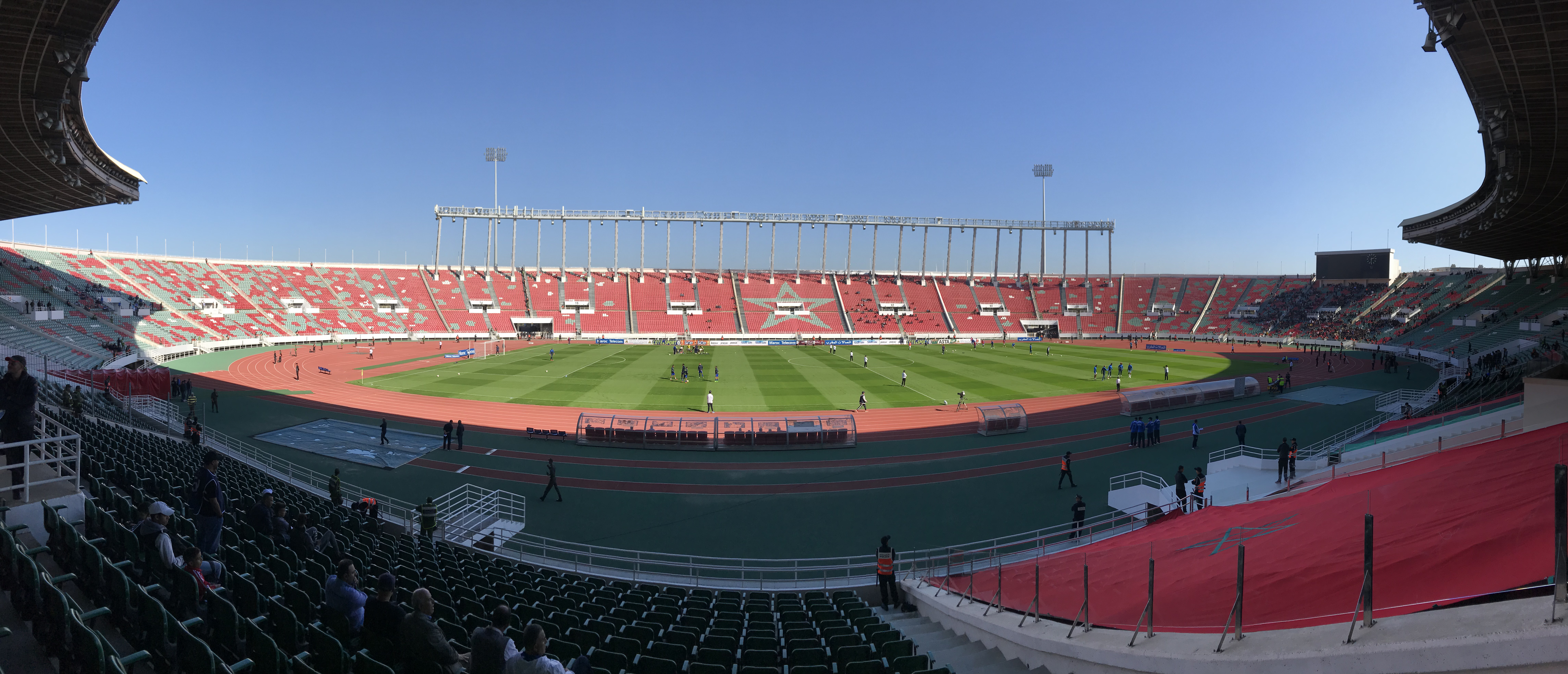
Stade Moulay Abdallah

- Prince Moulay Abdellah Sports Complex (mit Stade Moulay Abdallah) – Leichtathletik, Karate, Judo, Taekwondo, Eröffnungs- und Schlussfeier
- Urban Forest Ibn Sina Hilton – 3×3 Basketball
- Nahda Arena – Gewichtheben
- Al Amal Arena – Boxen
- Ibn Rochd Center – Turnen
- Bou-Regreg Valley – Triathlon
- Moulay Al Hassan Arena – Tischtennis
- Dar Essalam Royal Equestrian Complex – Reiten
- Cheminots Club – Tennis

### Salé
- Moulay Rachid National Sports Center – Bogenschießen, Fechten
- Salle El Bouâzzaoui – Volleyball
- Al Arjat Shooting Center – Schießen
- Salé Beach – Beachvolleyball
- Mohamed Ben Abdellah Dam – Rudern, Kanu
- Stade Boubker Ammar – Fußball
- Sports Center of FAR – Fußball
- Stade des Chênes – Fußball

### Casablanca
- Stade Mohammed V Sports Complex – Schwimmen, Handball
- Ain Chok Arena – Badminton
- Grand Mogador Hotel – Schach
- Hotel Farah – Snooker

### Benslimane
- Radsport
- Stade Municipal El Mansouria – Fußball

### El Jadida
- El Jadida Sports Hall – Ringen

## Sportarten
Die Athletinnen und Athleten traten in 26 Sportarten an.
| - 3×3 Basketball - Badminton - Bogenschießen - Boxen - Fechten - Fußball - Gewichtheben - Handball - Judo - Kanu - Karate - Leichtathletik - Radsport | - Reiten - Ringen - Rudern - Schach - Schießen - Schwimmen - Snooker - Taekwondo - Tennis - Tischtennis - Triathlon - Turnen - Volleyball |

## Teilnehmer
| - Ägypten - Algerien - Angola - Äquatorialguinea - Benin - Botswana - Burkina Faso - Burundi - Dschibuti - Elfenbeinküste - Eritrea - Äthiopien - Gabun - Gambia - Ghana - Guinea - Guinea-Bissau - Kamerun | - Kap Verde - Kenia - Komoren - Kongo, Demokratische Republik - Kongo, Republik - Lesotho - Liberia - Libyen - Madagaskar - Malawi - Mali - Mauretanien - Mauritius - Marokko (Gastgeber) - Mosambik - Namibia (68 Sportler) - Niger - Nigeria | - Ruanda - São Tomé und Príncipe - Senegal - Seychellen - Sierra Leone - Somalia - Südafrika - Südsudan - Sudan - Eswatini - Tansania - Togo - Tschad - Tunesien - Uganda - Sambia - Zentralafrikanische Republik - Simbabwe |